# Двадцать долларов (фильм)
«Два́дцать до́лларов» — кинофильм, снятый по фабуле рассказа О. Генри «Рассказ грязной десятки», с тем отличием, что действие фильма перенесено в 1990-е годы.

## Сюжет
Женщина роняет на улице купюру в 20 долларов, и та начинает переходить из рук в руки. Каждый раз, как она попадает к новому владельцу, разыгрывается маленькая драма. Всех участников этой картины — нищих, детей, грабителей, подростков, жениха и невесту и так далее — ничего не связывает, кроме этой банкноты. Но поневоле начинаешь искать связь между банкнотой и тем, как она влияет на жизнь её временных обладателей, тем более что некоторые из них появятся в кадре не один раз.
В конце фильма склеенная из мелких кусочков, в пятнах крови и грязи банкнота, возвращается в банк, в обмен на новую. В кассах остаются ещё тысячи разных купюр, и у каждой своя история.

## В ролях
- Линда Хант — Анджелин
- Дэвид Раш — Бейкер
- Джордж Морфоген — Джек Холлидей
- Сэм Дженкинс — Анна Холлидей
- Брендан Фрэйзер — Сэм Мастревски
- Бубба Бейкер — Будда
- Розмари Мерфи — тётя Дотти
- Кончетта Томей — мать Сэма
- Шохре Агдашлу — Жада Холлидей
- Мелора Уолтерс — стриптизёрша
- Глэдис Найт — миссис Маккормак
- Пегги Майли — Тётя Зоха
- Элизабет Шу — Эмили Адамс
- Стив Бушеми — Фрэнк
- Кристофер Ллойд — Джимми
- Дэвид Швиммер — Нил Кэмпбелл
- Дайан Бэйкер — Рут Адамс
- Мэтт Фрюэр — победитель в Бинго
- Нина Семашко — кассир в банке
- Хлоя Уэбб — продавец круглосуточного магазина